# Светлые Поляны
Светлые Поляны — поселок в Кетовском районе Курганской области. Административный центр центр Светлополянского сельсовета.

## История
В 1976 г. Указом Президиума ВС РСФСР поселок головного племпредприятия переименован в Светлые Поляны. 

## Население
| 1989 | 2002 | 2010 |
| ---- | ---- | ---- |
| 678  | ↘635 | ↗697 |